# CYCLADES
A rede de computadores CYCLADES (pronúncia francesa: [siklad]) foi uma rede de pesquisa francesa criada no início da década de 1970. Foi uma das redes pioneiras a experimentar o conceito de comutação de pacotes e, ao contrário da ARPANET, foi explicitamente projetada para facilitar a interligação de redes.